# Creys-Mépieu
Creys-Mépieu is een gemeente in het Franse departement Isère (regio Auvergne-Rhône-Alpes). De plaats maakt deel uit van het arrondissement La Tour-du-Pin. Creys-Mépieu telde op 1 januari 2022 1.576 inwoners.

## Geografie
De oppervlakte van Creys-Mépieu bedroeg op 1 januari 2022 28,99 vierkante kilometer; de bevolkingsdichtheid was toen 54,4 inwoners per km².

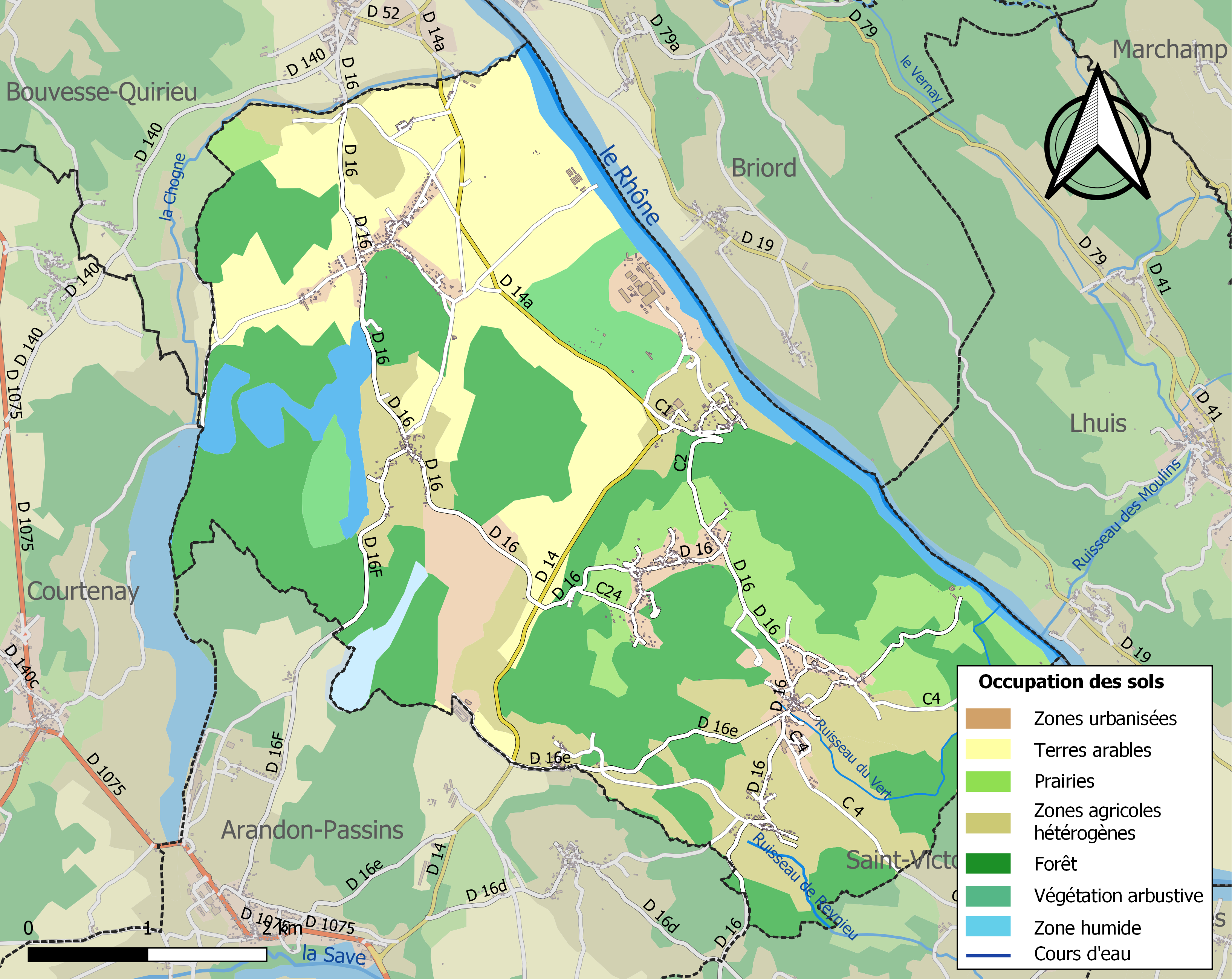
Kaart van de gemeente met de belangrijkste infrastructuur, bodemgebruik en omliggende gemeenten

## Demografie
Onderstaande figuur toont het verloop van het inwonertal (bron: INSEE-tellingen).